# Inga Wolfram
Inga Wolfram (* 1956 in Ost-Berlin) ist eine deutsche Autorin, Journalistin und Regisseurin.

## Werdegang
Inga Wolfram ist die Tochter von Ernst Noffke, Verlagsleiter und deutscher Widerstandskämpfer gegen den Nationalsozialismus.
Nach ihrem Studium der Philosophie und Ästhetik an der Humboldt-Universität in Berlin war Inga Wolfram von 1977 bis 1982  im DEFA-Studio für Spielfilme in Babelsberg freiberuflich als Drehbuchübersetzerin und Regieassistentin tätig. Im Anschluss arbeitet sie als Lektorin. Seit 1992 ist sie als TV-Autorin und Regisseurin tätig.
In ihrem Dokumentarfilm Wir Kommunistenkinder (1999) rekonstruierte sie den Lebensweg ihres Vaters aus Komintern-Akten, Tagebüchern und Briefen.
In der ARD-Dokumentation Verraten. Sechs Freunde und ein Spitzel von 2007 konfrontiert sie Arnold Schölzel, einen Stasi-Spitzel, mit seinen Opfern der damaligen DDR, zu denen sie selbst gehörte.

## Filme und Dokumentationen
- 1992: Vom Stern gefallen
- 1996: Verlorenes Leben. Hans Coppi und der letzte Agent der roten Kapelle.
- 1997: Unter Roten Fahnen
- 1999: Wir Kommunistenkinder. Buch und Regie
- 1999: Niedergang des sowjetischen Imperiums.
- 2002: Tödliche Falle – Herbert Wehner in Moskau 1937.
- 2003: Stalin – Tod eines Diktators.
- 2004: Der Tod und die Mädchen.
- 2004: Soldatenkind – Eine Reise durch eine einzigartige Flusslandschaft
- 2005: Die Pianistin von Theresienstadt.
- 2006: Letzte Ausfahrt Westberlin. Buch und Regie
- 2007: Leben, Lieben, Kinderkriegen.
- 2007: Verraten. Sechs Freunde und ein Spitzel.
- 2008: Deutschland, Deine Künstler – Armin Mueller-Stahl
- 2009: Bilderbuch: Die Ruhr – Eine Reise durch eine einzigartige Flusslandschaft.
- 2010: Gedanken auf glitzernden Flügeln – Der Filmemacher Heinrich Breloer.
- 2010: Schatten der Erinnerung
- 2011: Der Fotograf Horst Wackerbarth – Lebensbilder.
- 2011: Moskau, meine Liebe – Reisewege.
- 2011: Petersburg im Herzen – Reisewege.
- 2012: Deutschland, Deine Künstler – Matthias Brandt.
- 2012: Deutschland, Deine Künstler – Hannelore Elsner.
- 2013: Diesseits von Eden: Pawlowsk – Der Landschaftspark bei St. Petersburg. Buch und Regie
- 2014: Der Maler Otto Dix – Trau Deinen Augen.
- 2014: Die Schuld der Anderen. Buch und Regie
- 2014: So nicht, Genossen!
- 2015: Der Maler Caspar David Friedrich – Durch die Welt ein Riss.
- 2015: Diesseits von Eden – Arkadia und Nieborów. Buch und Regie
- 2016: Ute Freudenberg – ich bin ein glücklicher Mensch.
- 2017: Die großen Traumkaufhäuser – GUM, Moskau. Buch und Regie
- 2017: Die Geschichte der Krim. Buch und Regie
- 2018: Mythos Odessa.
- 2019: Rosa Luxemburg: Der Preis der Freiheit. Buch und Regie
- 2019: Das Vermächtnis der Zisterzienser. Deutschland.
- 2020: Moskau – Die Kunst und die Stadt. Buch und Regie
- 2021: Kulturschätze für die Ewigkeit – Tallinn.

## Schriften
- Verraten: Sechs Freunde, ein Spitzel, mein Land und ein Traum. Artemis & Winkler, Düsseldorf 2009, ISBN 978-3-538-07271-8.